# Herochroma farinosa
Herochroma farinosa är en fjärilsart som beskrevs av W. Warren 1893. Herochroma farinosa ingår i släktet Herochroma och familjen mätare. Inga underarter finns listade i Catalogue of Life.